# Rothenberg
Rothenberg település Németországban, Hessen tartományban. 

## Népesség
A település népességének változása: